# Schwarze Flaggen

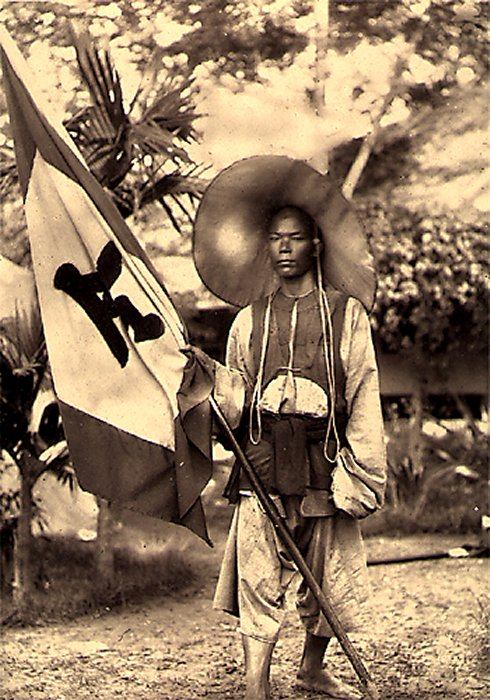
Soldat der Schwarzen Flaggen, 1885

Die Schwarzen Flaggen (auch Schwarzflaggen, Schwarze Banner oder Schwarze Ho, französisch: Pavillons noirs, chinesisch 黑旗軍, vietnamesisch Quân Cờ Đen) waren ehemals chinesische Rebellen, die sich ab 1865 im Norden Vietnams festsetzten und gegen die vordringenden Franzosen kämpften. Von diesen wurden sie als Banditen oder Piraten angesehen.

## Entstehung
Nach der Niederschlagung des Taiping-Aufstandes 1864 floh eine der Rebellengruppen, chinesische Marodeure der Ho – eine so genannte Flaggenbande, nach Tonking an den oberen Teil des Roten Flusses. Dort kontrollierte die Schwarzen Flaggen unter Liu Yongfu den Flusslauf zwischen Sơn Tây und Lào Cai und erreichten eine gewisse Selbständigkeit. Sie behinderten die Franzosen bei der wirtschaftlichen Durchdringung des Gebietes, ließen beispielsweise Händler nur unter hohen Wegzöllen passieren und machten dadurch jeden Handel unprofitabel.
Um 1869 konnten sie sich gegen eine konkurrierende Gruppe, die Gelben Flaggen, durchsetzen. Die Schwarzen Flaggen wurden für die vietnamesische Regierung sehr nützlich, da sie die unruhigen Bergstämme der Gegend unter Kontrolle hielten.
Der Zoll war einträglich, die Schwarzen Flaggen wurden reich und in den 1870er Jahren bestanden sie aus 7000 Mann, vor allem Chinesen aus Guangdong und Guangxi, aber auch aus Abenteurern aus Amerika und Europa.

## Kämpfe gegen die Franzosen
Im Dezember 1873 besiegten sie eine französische Streitmacht unter Francis Garnier.

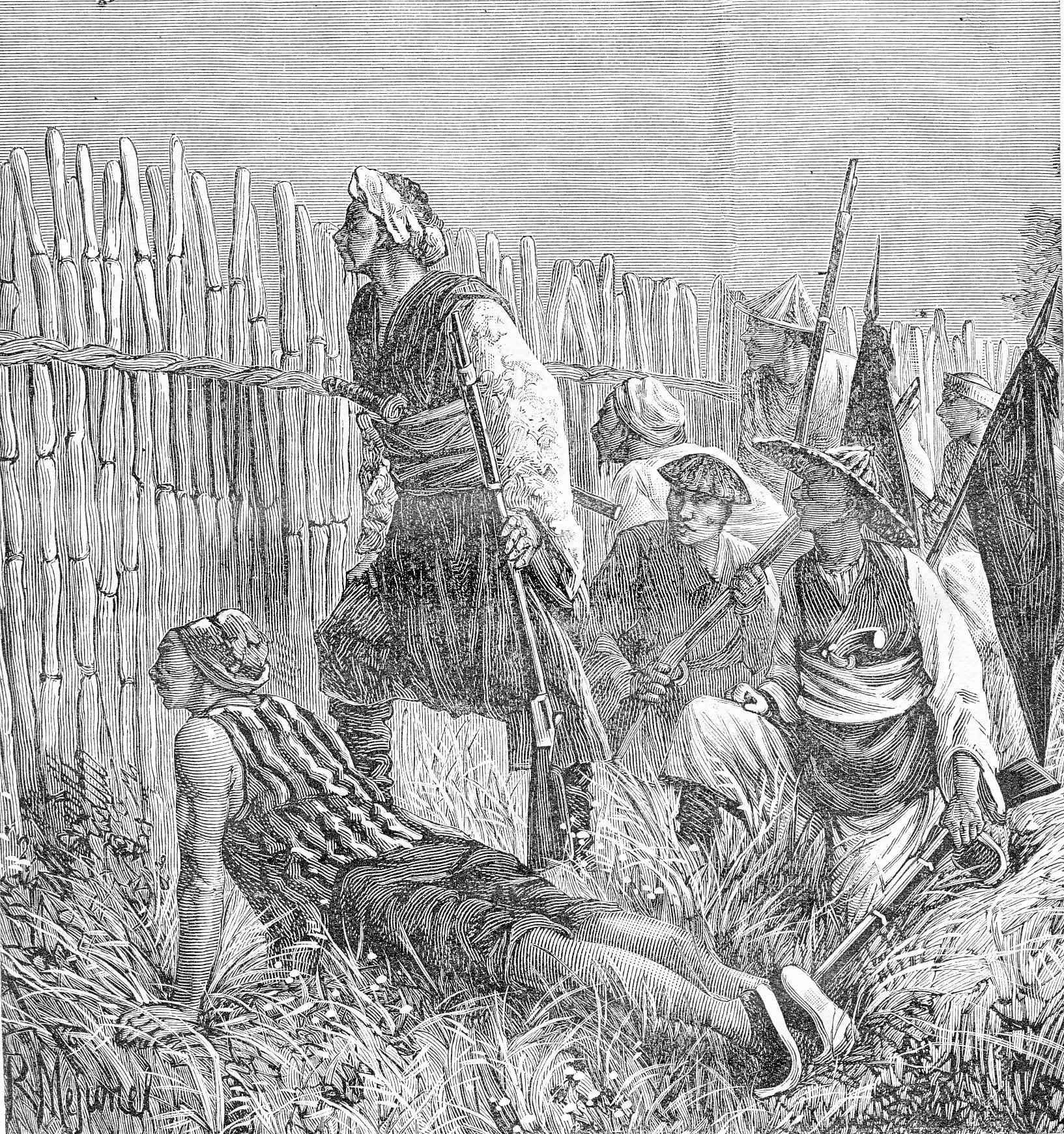
Hinterhalt der Schwarzen Flaggen, 1883

Die Franzosen gingen 1882 gegen die Beeinträchtigung ihres Handels vor und entsandten eine Truppe unter dem Marineoffizier Henri Rivière. Der griff jedoch eigenmächtig vietnamesische Truppen an. Die vietnamesische Regierung suchte daraufhin Unterstützung bei ihrer Schutzmacht China und den Schwarzen Flaggen.
Am 10. Mai 1883 ließ Liu Yongfu auf die Stadtmauern Hanois eine übergroße Aufforderung an die Franzosen anbringen, sich zur Schlacht zu stellen. Darauf kam es am 19. Mai zur Schlacht an der Papierbrücke. Rivière griff mit etwa 450 Soldaten eine starke Verteidigungsposition der Schwarzen Flaggen nahe dem Dorf Cầu Giấy, einige Kilometer westlich von Hanoi, an. Nachdem es erst so aussah, als könnten die Schwarzen Flaggen dem französischen Ansturm nicht standhalten, schafften sie es später, an beiden Flügeln durchzubrechen. Im Verlauf der Schlacht wurden Rivière und andere Offiziere getötet, die Franzosen konnten sich gerade noch nach Hanoi zurückziehen.
Im Sommer griff der neue Kommandeur des Expeditionskorps Tonkin, Admiral Amédée-Anatole Courbet die Positionen der Schwarzen Flaggen am Fluss Sông Đáy an. Obwohl die Franzosen die Schlacht von Phu Hoai am 15. August und die Schlacht von Palan am 1. September gewinnen konnten, waren sie nicht in der Lage, alle Stellungen der Schwarzen Flaggen zu erobern, weshalb beide Gefechte von der Weltöffentlichkeit als französische Niederlagen gewertet wurden.
Für Ende des Jahres 1883 bereiteten die Franzosen eine große Offensive vor, um die Truppen der Schwarzen Flaggen zu zerschlagen und China dazu zu bringen, die Hilfe für Liu Yongfu einzustellen.

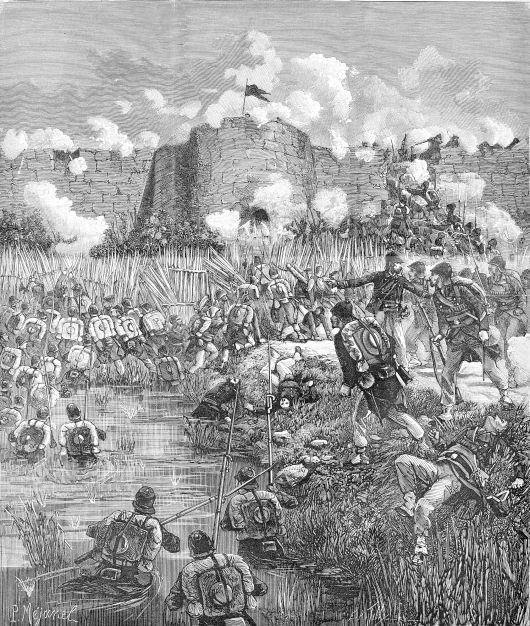
Die Eroberung von Son Tay

Im Dezember stieß Admiral Courbet in der bisher umfangreichsten französischen Operation auf Son Tay vor. Die Stadt wurde neben den Schwarzen Flaggen auch von kleinen chinesischen und vietnamesischen Kontingenten verteidigt. Am 14. Dezember griffen die Franzosen die vorgelagerten Verteidigungsstellungen bei Phu Sa an, wurden jedoch unter schweren Verlusten zurückgeschlagen. Ein von Liu Yongfu befohlener Gegenangriff in der Nacht wurde ebenso abgewiesen. Nachdem sich beide Seiten am Folgetag reorganisiert hatten, ließ Courbet Son Tay am 16. unter Artilleriefeuer nehmen und befahl am Nachmittag einen Sturmangriff. Gegen 17 Uhr konnten die Franzosen das Westtor erobern und in die Stadt vordringen. Die Verteidiger zogen sich in die Zitadelle zurück und flüchteten einige Stunden später im Schutz der Dunkelheit aus der Stadt. Die Franzosen hatten zwar für ihre Verhältnisse hohe Verluste von 83 Toten und 320 Verwundeten zu beklagen, konnten jedoch den Schwarzen Flaggen so stark zusetzen, dass einige Beobachter sie für die Zukunft als nicht mehr in der Lage sahen, alleine ernsthafte Operationen durchzuführen. Liu Yongfu selbst nahm die Niederlage als Warnung, möglichst nicht mehr alleine vorzugehen, sondern die Unterstützung der chinesischen und vietnamesischen Truppen zu suchen.

## Krieg und Ende
Diese Auseinandersetzungen führten zum Chinesisch-Französischen Krieg (August 1884 bis April 1885), in dem chinesische Armeen mit Unterstützung der Schwarzen Flaggen in Tonkin gegen die Franzosen kämpften. So kam es am 19. November zur Schlacht von Yu Oc.
Mit dem Ende des Krieges lösten sich die Schwarzen Flaggen auf, allerdings lebten viele ehemalige Mitglieder weiterhin in unabhängigen Banditenbanden.
Nach der Invasion Taiwans 1895 durch Japan lebte der Name Schwarze Flaggen nochmals auf. Liu Yongfu unterstützte seinen Freund Tang Jingsong, den Präsidenten der kurzlebigen Republik Formosa, und führte, unterstützt von alten Kampfgefährten, den einheimischen Widerstand gegen die Japaner. Mit der japanischen Eroberung von Tainan am 21. Oktober brach der Widerstand zusammen und Liu floh zurück auf das Festland.